# 昂皮伊勒塞克
昂皮伊勒塞克是法国科多尔省的一个市镇，位于该省北部，属于蒙巴尔区。该市镇总面积24.4平方公里，2009年时的人口为348人。

## 人口
昂皮伊勒塞克（Ampilly-le-Sec）人口变化图示